# Max Dauthendey
Max Dauthendey (ur. 25 czerwca 1867 w Würzburgu, Bawaria, Niemcy, zm. 29 sierpnia 1918 w Malang na wyspie Jawie, ob. Indonezja) – niemiecki pisarz, poeta i malarz.
Tworzył powieści, dramaty, relacje z podróży i poezję. Malował w konwencji impresjonistycznej. Razem z Richardem Dehmelem i Eduardem von Keyserlingem jest uważany za jednego z tych pisarzy, którzy wywarli najsilniejszy wpływ na literaturę niemiecką końca XIX w.

## Ważniejsze dzieła
- Raubmenschen (powieść, 1911)
- Letzte Reise (zbiór listów, 1925)